# Aéroport international de Ningbo Lishe
L'aéroport international de Ningbo Lishe (code IATA : NGB • code OACI : ZSNB) est un aéroport qui dessert la ville de Ningbo dans la province du Zhejiang en Chine. Il a ouvert en 1990. En 2013, l'aéroport de Ningbo Lishe a vu transiter 5 459 333 passagers.

## Situation

### Carte des 50 premiers aéroports de Chine
| \| 500 km1:25 016 000 \| Baotou Canton Changchun Changsha Chengdu-CTU Chengdu-TFU Chongqing Dalian Fuzhou Guilin Guiyang Haikou Hailar Hangzhou Harbin Hefei Hohhot Jinan Jinghong Kunming Lanzhou Lhassa Lijiang Nanchang Nankin Nanning Ningbo Pékin · Capitale Pékin · Daxing Qingdao Quanzhou Sanya Shanghaï-Pudong Shanghaï-Hongqiao Shantou-Chaozhou-Jieyang Shenyang Shenzhen Shijiazhuang Taiyuan Tianjin Ürümqi Wenzhou Wuhan Suzhou Xiamen Xi'an Xining Yantai Yinchuan Zhengzhou Zhuhai-Jinwan |
| 500 km1:25 016 000 |

## Statistiques
Pour des raisons techniques, il est temporairement impossible d'afficher le graphique qui aurait dû être présenté ici.

Voir la requête brute et les sources sur Wikidata.

## Compagnies aériennes et destinations
| Compagnies                                           | Destinations |
| ---------------------------------------------------- | --- |
| 9 Air                                                | Canton-Baiyun, Shenyang |
| Air China                                            | Pékin-Capitale, Chengdu-Shuangliu, Chongqing-Jiangbei |
| Air Guilin                                           | Guilin-Liangjiang, Mianyang Nanjiao |
| Air Macau                                            | Macao |
| Beijing Capital Airlines                             | Dalian-Zhoushuizi, Haikou, Shenyang |
| Cathay Dragon                                        | Hong Kong |
| Chang’an Airlines                                    | Jingdezhen, Xi'an-Xianyang |
| Chengdu Airlines                                     | Changsha, Chengdu-Shuangliu |
| China Eastern Airlines                               | - Bangkok-Suvarnabhumi, - Pékin-Capitale, - Baishan (zh), - Chengdu-Shuangliu, - Chongqing-Jiangbei, - Canton-Baiyun, - Guiyang, - Harbin Taiping, - Jinan, - Kunming-Changshui, - Lanzhou, - Mianyang Nanjiao, - Nanchang-Changbei, - Ordos Ejin Horo, - Osaka-Kansai, - Qingdao-Jiaodong, - Shanghai-Pudong, - Shenyang, - Shenzhen-Bao'an, - Shizuoka, - Taïwan-Taoyuan, - Taiyuan-Wusu, - Ürümqi-Diwopu, - Wuhan, - Xi'an-Xianyang, - Xining-Caojiabao, - Yanji, - Yantai, - Yinchuan Hedong, - Zhanjiang-Wuchuan, - Zhuhai, - Zhengzhou En saison : - Hailar, - Manzhouli, - Qinhuangdao Beidaihe, - Zhangjiajie |
| China Southern Airlines                              | Changsha, Chengdu-Shuangliu, Chongqing-Jiangbei, Dalian-Zhoushuizi, Canton-Baiyun, Guiyang, Harbin Taiping, Qingdao-Jiaodong, Shenzhen-Bao'an, Wuhan, Zhengzhou |
| China Southern Airlines opéré par Chongqing Airlines | Chongqing-Jiangbei |
| China United Airlines                                | Pékin-Nanyuan |
| Citilink                                             | Charter : Denpasar-Bali |
| Colorful Guizhou Airlines                            | Guiyang, Tongren Fenghuang (en) |
| Eastar Jet                                           | Charter : Cheongju |
| EVA Air                                              | Kaohsiung |
| Fuzhou Airlines                                      | Chizhou Jiuhuashan (en), Harbin Taiping, Tianjin Binhai, Xi'an-Xianyang |
| GX Airlines                                          | Nanchang-Changbei, Nanning |
| Hainan Airlines                                      | Pékin-Capitale, Changsha, Chongqing-Jiangbei, Dalian-Zhoushuizi, Dongying (en), Canton-Baiyun, Qingdao-Jiaodong, Shenzhen-Bao'an, Taiyuan-Wusu, Ürümqi-Diwopu, Weifang (en), Xi'an-Xianyang |
| HK Express                                           | Hong Kong |
| Loong Air                                            | Shenyang, Wēihǎi |
| Lucky Air                                            | Anqing-Tianzhushan (en), Kunming-Changshui, Lijiang, Xingyi (en), Yichang |
| Mandarin Airlines                                    | Taichung, Taïwan-Taoyuan |
| New Gen Airways                                      | Charter : Bangkok-Don Muang |
| Okay Airways                                         | Tianjin Binhai |
| Scoot                                                | Singapour-Changi |
| Shandong Airlines                                    | Haikou, Hohhot, Shantou-Chaozhou-Jieyang, Qingdao-Jiaodong |
| Shenzhen Airlines                                    | Canton-Baiyun |
| Sichuan Airlines                                     | Chengdu-Shuangliu, Chongqing-Jiangbei, Haikou, Harbin Taiping, Kunming-Changshui, Nanchang-Changbei, Sanya-Phénix, Shenyang |
| Skywings Asia Airlines                               | Charter : Siem Reap-Angkor |
| Spring Airlines                                      | - Bangkok-Suvarnabhumi, - Changchun, - Dalian-Zhoushuizi, - Guiyang, - Jeju, - Lanzhou, - Luoyang, - Mianyang Nanjiao, - Nagoya-Chūbu, - Phnom Penh, - Phuket, - Shantou-Chaozhou-Jieyang, - Shenyang, - Shijiazhuang, - Siem Reap-Angkor, - Taiyuan-Wusu, - Zhuhai En saison :Baishan (zh), Manzhouli |
| Suparna Airlines                                     | Zhengzhou |
| Thai AirAsia                                         | Charter : Bangkok-Don Muang |
| Tianjin Airlines                                     | Chongqing-Jiangbei, Dalian-Zhoushuizi, Linyi (zh), Tianjin Binhai |
| Uni Air                                              | Taïwan-Taoyuan |
| Vietjet Air                                          | En saison charter : Phú Quốc |
| Vietnam Airlines                                     | En saison charter : Cam Ranh |
| West Air (China)                                     | Changsha, Chongqing-Jiangbei |
| XiamenAir                                            | Changchun, Xiamen-Gaoqi |

Édité le 03/04/2018